# Петримани
Петрима́ни — село в Україні, у Мурованокуриловецькій селищній громаді Могилів-Подільського району Вінницької області. Населення становить 244 особи.

## Історія
7 (20) листопада 1917 року, відповідно до Третього Універсалу Української Центральної Ради, увійшло до складу Української Народної Республіки.
12 червня 2020 року, відповідно до Розпорядження Кабінету Міністрів України № 707-р «Про визначення адміністративних центрів та затвердження територій територіальних громад Вінницької області», увійшло до складу Мурованокуриловецької селищної громади.
19 липня 2020 року, в результаті адміністративно-територіальної реформи та ліквідації Мурованокуриловецького району, село увійшло до складу новоутвореного Могилів-Подільського району.

## Географія
Через село тече річка Бахтинка, у яку впадає права притока Безіменна.

## Відомі люди
- Горенчук Феодосій Іванович (18.10.1908 с. Петримани Мурованокуриловецького р-ну — 1986 27.04.1986, м. Ленінград (тепер Санкт-Петербург) РФ, похований у Мурованих Курилівцях) — Герой Радянського Союзу, полковник. Відзначився в липні 1944 р. під час визволення сіл Хильчиці і Почапи Золочівського району Львівської області. В Мурованих Курилівцях на стіні ЗОШ № 2 встановлена пам'ятна таблиця Горенчуку Ф. І.[4] [5]